# Nicolas Abram
Nicolas Abram, né en 1589 à Xaronval (alors en Lorraine située dans le Saint-Empire romain germanique, actuellement dans les Vosges en France), qui serait mort en 1655 ou 1657 à Pont-à-Mousson (alors en Lorraine située dans le Saint-Empire romain germanique, actuellement en Meurthe-et-Moselle en France) selon les sources,,, était un jésuite lorrain, philologue et historien, professeur de belles-lettres et d'Écriture sainte.

## Biographie
Nicolas Abram entre à la Compagnie de Jésus en 1606 et reçoit les ordres en 1623. En 1633, résidant dans le duché de Lorraine alors occupé par les forces de Louis XIII, Nicolas en est chassé par le cardinal de Richelieu. Il fonde alors des écoles en Franche-Comté et en Bourgogne, suivant l'exemple de Pierre Fourier qu'il a rencontré dix ans plus tôt.
Enseignant de rhétorique et d'Écriture sainte à l'Université de Pont-à-Mousson de 1632 à 1635, puis de 1643 à 1647, il s'installe à Dijon de 1647 à 1649. Nicolas revient ensuite à l'université, où il obtient en 1653 son doctorat de théologie et reprend son rôle d'enseignant jusqu'à sa mort. Il écrit en latin de nombreux commentaires sur des œuvres de Cicéron et Virgile qui seront republiés régulièrement durant deux siècles.
Nicolas Abram est également auteur d'un livre en latin non publié : Historia universitatis et collegii Mussipontani quam conscripsit P. Abram, societatis Jesu, ab institutione anno 1650 dont le manuscrit original a disparu. Cependant, à la faveur de deux copies, le prévôt de Pont-à-Mousson, Nicolas Ragot, propose en 1755 une traduction annotée du texte en français. Cet ouvrage ne parait finalement qu'en 1870, édité par le père Carayon, sous le nom L'Université de Pont-à-Mousson ; histoire extraite des manuscrits du P. Nicolas Abram,. Dans une lettre, Dom Calmet signale qu'il a été découragé de publier ce texte dans sa Bibliothèque Lorraine, précisant : « il y avait certaines particularités qu'on ne désirait pas qui parussent en public ».
La date exacte de sa mort est imprécise : Nicolas serait mort le 7 septembre 1655, le 7 décembre 1655 ou en 1657.

## Ouvrages principaux
- (la) Nonni Panopolitani Paraphrasis Sancti secundum Ioannem Euangelij, 1623.
- (la) Commentarius in tertium volumen Orationum M. T. Ciceronis, 1631.
- (la) Nicolai Abrami,... Commentarius in Pub. Virgilii Maronis opera omnia, 1634 (BNF 30001650).
- (la) Pharus veteris Testamenti. Sive sacrarum quaestionum libri XV. Authore R. P. Nicolao Abramo, è Societate Jesu, 1648 (BNF 39302874).
- L'Université de Pont-à-Mousson ; histoire extraite des manuscrits du P. Nicolas Abram, 1870 (lire en ligne).